# Ahmed Saadawi
Ahmed Saadawi (in arabo أحمد سعداوي‎?; Baghdad, 1973) è uno scrittore iracheno.

## Biografia
Nato nel 1973 a Baghdad, vi risiede lavorando come documentarista.
Selezionato nel 2010 nel progetto Beirut39 (raccogliente i 39 scrittori arabi più promettenti sotto i 40 anni), è autore di quattro romanzi, una raccolta di racconti e una di poesie.
Per il romanzo Frankenstein a Baghdad è stato insignito nel 2014 dell'International Prize for Arabic Fiction (primo scrittore iracheno a riceverlo) e nel 2017 del Grand Prix de l'Imaginaire.

## Opere

### Romanzi
- The Beautiful Country  (2004)
- Indeed He Dreams or Plays or Dies (2008)
- Frankenstein a Baghdad (Frankenstein in Baghdad, 2013), Roma, edizioni E/O, 2015 traduzione di Barbara Teresi ISBN 978-88-6632-683-0.
- The Chalk Door (2017)

### Racconti
- The Bare Face Inside the Dream (2018)

### Poesia
- Anniversary of Bad Songs (2000)

## Premi e riconoscimenti
- International Prize for Arabic Fiction: 2014 vincitore con Frankenstein a Baghdad
- Grand Prix de l'Imaginaire: 2017 vincitore del romanzo straniero con Frankenstein a Baghdad
- Man Booker International Prize: 2018 finalista con Frankenstein a Baghdad
- Premio Arthur C. Clarke: 2019 finalista con Frankenstein a Baghdad